# Blonde (album de Frank Ocean)
Pour les articles homonymes, voir Blonde.
Albums de Frank Ocean
Endless
(2016)
Singles
1. Nikes
Sortie : 20 août 2016

Blonde (parfois nommé Blond) est le deuxième album studio de l'auteur-compositeur-interprète américain de R&B Frank Ocean, sorti le 20 août 2016 par le label Boys Don't Cry et le dernier en date.

## Accueil critique
Blonde reçoit des critiques favorables de la presse spécialisée avec un score de 87⁄100 sur le site Metacritic, basé sur 38 critiques.

## Liste des titres
| No  | Titre                                                          | Auteur                                                | Contient un (des) sample(s) de                                                | Durée |
| --- | -------------------------------------------------------------- | ----------------------------------------------------- | ----------------------------------------------------------------------------- | ----- |
| 1.  | Nikes                                                          | Christopher Breaux                                    | The Champ de The Mohawks                                                      | 5:14  |
| 2.  | Ivy                                                            | Breaux, Ho                                            |                                                                               | 4:09  |
| 3.  | Pink + White                                                   | Breaux, Pharrell Williams                             |                                                                               | 3:04  |
| 4.  | Be Yourself                                                    | Buddy Ross                                            | Running Around de Buddy Ross                                                  | 1:26  |
| 5.  | Solo                                                           | Breaux, Ho                                            |                                                                               | 4:17  |
| 6.  | Skyline To                                                     | Breaux, Tyler Okonma, Christophe Chassol              |                                                                               | 3:04  |
| 7.  | Self Control                                                   | Breaux, Jonatan Aron Leandoer Håstad                  |                                                                               | 4:09  |
| 8.  | Good Guy                                                       | Breaux                                                |                                                                               | 1:06  |
| 9.  | Nights                                                         | Breaux, Joe Thornalley, Michael Uzowuru               |                                                                               | 5:07  |
| 10. | Solo (Reprise)                                                 | André Benjamin, Blake, Breaux                         | Flamingo de Todd Rundgren                                                     | 1:18  |
| 11. | Pretty Sweet                                                   | Breaux                                                |                                                                               | 2:37  |
| 12. | Facebook Story                                                 | Sebastian Akchoté, Ross                               | Running Around de Buddy Ross                                                  | 1:08  |
| 13. | Close to You                                                   | Breaux, Ross, Burt Bacharach, Harold David            | Talkbox Medley (Close to You / Never Can Say Goodbye) de The David Frost Show | 1:25  |
| 14. | White Ferrari                                                  | Breaux, Kanye West, Ho, John Lennon, Paul McCartney   | Here, There and Everywhere des Beatles                                        | 4:08  |
| 15. | Seigfried                                                      | Breaux, Ho, Batmanglij, Elliott Smith                 | A Fond Farewell de Elliott Smith Flying des Beatles                           | 5:34  |
| 16. | Godspeed                                                       | Breaux, Ho                                            |                                                                               | 2:57  |
| 17. | Futura Free (Inclut l'hidden track Interviews, écrit par Ross) | Breaux, Dave Allen, Hugo Burnham, Andy Gill, Jon King | Love Like Anthrax (Entertainment! Version) de Gang of Four                    | 9:24  |

## Certifications
| Pays              | Certification | Unités certifiées |
| ----------------- | ------------- | ----------------- |
| Danemark (IFPI)   | 2 × Platine   | 40 000            |
| États-Unis (RIAA) | Platine       | 1 000 000         |
| Royaume-Uni (BPI) | Or            | 100 000           |